# Fantasiestykker
Fantasiestykker is een verzameling van vier composities van Niels Gade voor piano solo. Gade schreef ze voor 1861, het jaar waarin de eerste publicatie plaatsvond. De eerste drukken vermeldden nog dat ze zijn opgedragen aan Prinses Anna zu Hessen, bij latere uitgaven verdween die naam. Het werk is Het gaat waarschijnlijk om Anna van Hessen-Darmstadt, die rond die tijd leefde, maar ook overleed.
De vier werkjes zijn getiteld:
1. I skoven (In het bos) in molto vivace
2. Mignon in allegretto agitato
3. Eventyr (Sprookjes) in allegro molto
4. Ved festen (Feest) in allegro moderato e marcato